# Colúmbia (Carolina do Sul)
Colúmbia é a capital e segunda cidade mais populosa do estado norte-americano da Carolina do Sul, localizada nos condados de Richland, do qual é sede, e Lexington. Foi fundada em 1786 e incorporada em 1854.

## Geografia
De acordo com o Departamento do Censo dos Estados Unidos, a cidade tem uma área de 361,7 km², dos quais 354,2 km² estão cobertos por terra e 7,4 km² (2,1%) por água.

## Demografia
Desde 1900, o crescimento populacional médio, a cada dez anos, é de 17,9%.

### Censo 2020
De acordo com o censo nacional de 2020, a sua população é de 136 632 habitantes e sua densidade populacional é de 385,7 hab/km². Seu crescimento populacional na última década foi de 5,7%, bem abaixo do crescimento estadual de 10,7%. É a segunda cidade mais populosa do estado, perdendo uma posição para Charleston em relação ao censo anterior. É a 205ª cidade mais populosa do país, com 829 470 habitantes em sua região metropolitana.
Possui 61 010 residências que resulta em uma densidade de 172,2 residências/km² e um aumento de 16,3% em relação ao censo anterior. Deste total, 12,3% das unidades habitacionais estão desocupadas. A média de ocupação é de 2,6 pessoas por residência.

### Censo 2010
Segundo o censo nacional de 2010, a sua população era de 129 272 habitantes e sua densidade populacional de 357,4 hab/km². Sua região metropolitana possuía 838 433 habitantes. A cidade possui 52 471 residências que resultavam em uma densidade de 153,2 residências/km².

## Marcos históricos
O Registro Nacional de Lugares Históricos lista 146 marcos históricos em Colúmbia, dos quais cinco são Marcos Históricos Nacionais, incluindo o Capitólio Estadual da Carolina do Sul designado em 1976. O primeiro marco foi designado em 29 de julho de 1969 e o mais recente em 15 de janeiro de 2021, o Citadel Shirt Corporation.